# Mordechaj Nurok
Mordechaj Nurok (hebrejsky: מרדכי נורוק, rodným jménem Markus Nurok; 7. listopadu 1879 Tukums – 8. listopadu 1962) byl rabín a izraelský a lotyšský politik, poslanec lotyšského a izraelského parlamentu, člen izraelské vlády, v níž zastával funkci vůbec prvního ministra poštovních služeb (ministrem však byl pouhé dva měsíce). V roce 1952 kandidoval za stranu Mizrachi v izraelských prezidentských volbách a úspěšně se probojoval až do posledního kola, kde prohrál s Jicchakem Ben Cvi o dvacet dva hlasů.

## Biografie
Markus Nurok se narodil ve městě Tukums v carském Rusku (dnešní Lotyšsko). Studoval na univerzitách v Rusku, Německu a Švýcarsku a získal doktorát z filosofie. Později se stal rabínem a v roce 1913 nahradil svého otce ve funkci rabína v Jelgavě. O dva roky později odešel do Ruska.
Zúčastnil se šestého sionistického kongresu v roce 1903 a pomáhal židovským uprchlíkům během první světové války. Rovněž se stal členem všeruského židovského výboru a založil náboženskou židovskou skupinu, známou jako „Tradice a svoboda.“
V roce 1921 se vrátil do Lotyšska, které již bylo nezávislým státem. Následující rok byl zvolen poslancem lotyšského parlamentu a stal se vůdcem bloku menšin. Svůj poslanecký mandát si udržel až do rozpuštění parlamentu v roce 1934.
Když začal Lotyšsko okupovat Sovětský svaz, odešel Nurok kvůli svým sionistickým aktivitám do Turkmenistánu. Jeho žena i dvě děti zahynuly během holocaustu a Nurok sám podnikl aliju do britské mandátní Palestiny v roce 1947. Bezprostředně po svém příjezdu se začal angažovat v politice, stal se členem strany Mizrachi a v roce 1949 byl zvolen poslancem v prvních izraelských parlamentních volbách za Sjednocenou náboženskou frontu (volební alianci stran Mizrachi, ha-Po'el ha-Mizrachi, Agudat Jisra'el a Po'alej Agudat Jisra'el). Zvolen byl i v následujících volbách v roce 1951, po nichž byl 3. listopadu 1952 jmenován historicky prvním ministrem poštovních služeb ve třetí vládě Davida Ben Guriona. V prosinci 1952 se stal po smrti prezidenta Chajima Weizmanna jedním z kandidátů v prezidentských volbách. Ve volbách však nakonec zůstal druhý a zvítězil kandidát Mapaje Jicchak Ben Cvi poměrem hlasů 62:40. Později téhož měsíce se Ben Gurionova vláda rozpadla a v pořadí čtvrté vládě, sestavené 24. prosince již strana Mizrachi nebyla zařazena a Nurok tak přišel o svůj ministerský post.
Zvolen byl i v následujících parlamentních volbách v roce 1955 (tehdy již byla strana Mizrachi sloučena v Národní náboženskou stranu), 1959 a 1961. Poslancem byl až do své smrti 8. listopadu 1962. Jeho mandát převzal Šalom Avraham Šaki.